# クリストファー・ウッド (画家)
クリストファー・ウッド（John Christopher Wood、1901年4月7日 - 1930年8月21日）はイギリスの画家である。

## 略歴
マージーサイドのノーズリーの医者の息子に生まれた。ウィルトシャーのマルボロ・カレッジで学び、リヴァプール大学で医学や建築学をしばらく学んだ後、大学でオーガスタス・ジョン(1878-1961)と知り合い、ジョンに勧められて、画家の道に進んだ。1920年にフランスの美術収集家、アルフォンス・カーンに招かれて、パリに渡り、1921年からアカデミー・ジュリアンで学んだ。パリに1924年まで滞在し、ピカソやジャン・コクトー、ジョルジュ・オーリック、セルゲイ・ディアギレフといった時代を代表する芸術家たちと知り合った。
父親はその頃、イングランド南部のウィルトシャーで医者を開業していたので、ウッドはウィルトシャーの風景などを描いた。
1826年には作曲家、指揮者のコンスタント・ランバートのバレーのポスターをデザインしたが使用されなかった。同じ年に前衛的な画家グループ「London Group」と「Seven and Five Society」のメンバーになった。またベン・ニコルソン、ウィニフレッド・ニコルソンの夫妻と知り合い、彼らとノーサンバーランドとコーンウォールで作品を描き翌年共同で展覧会を開いた 。
1929年にロンドンで個展を開かれ、画廊のオーナーのウエルトハイム(Lucy Wertheim)が訪れ、ウッドの作品を購入し、支援者となった。
1930年にウエルトハイムの画廊での展覧会のための準備のために猛烈に働いた。1930年8月、母親の希望で事故であったことにされたが鉄道に飛び込んで自殺したとされる 。

## 作品

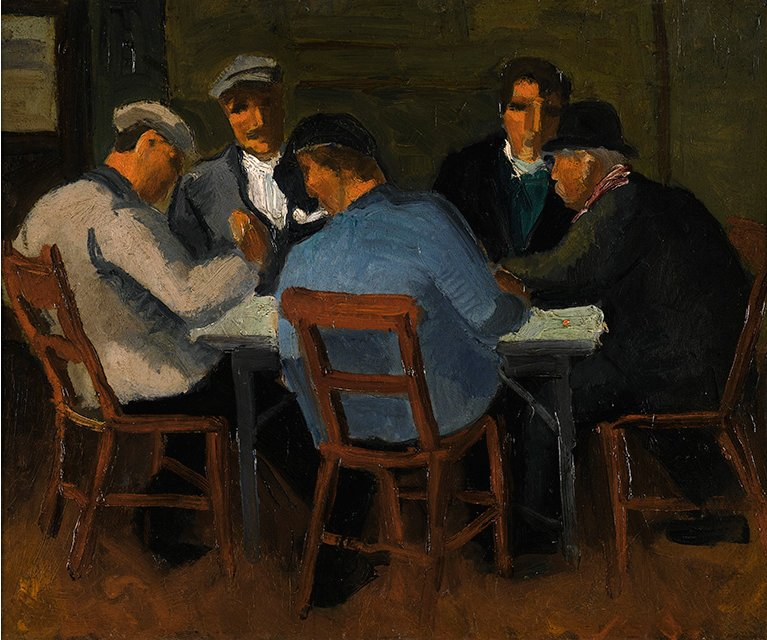
「カードプレーヤー」(1922)
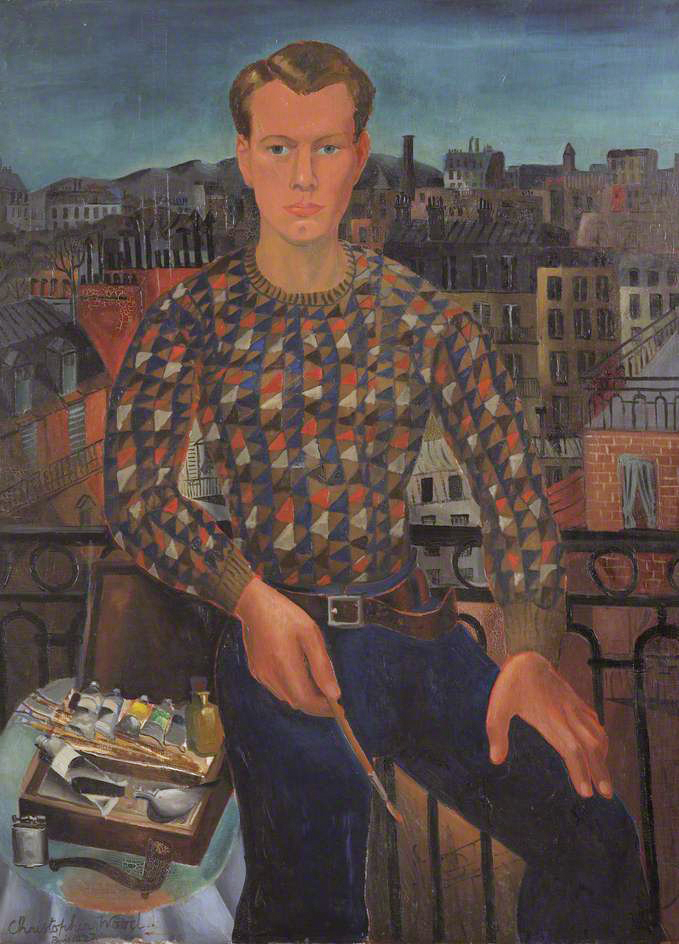
自画像 (1927)
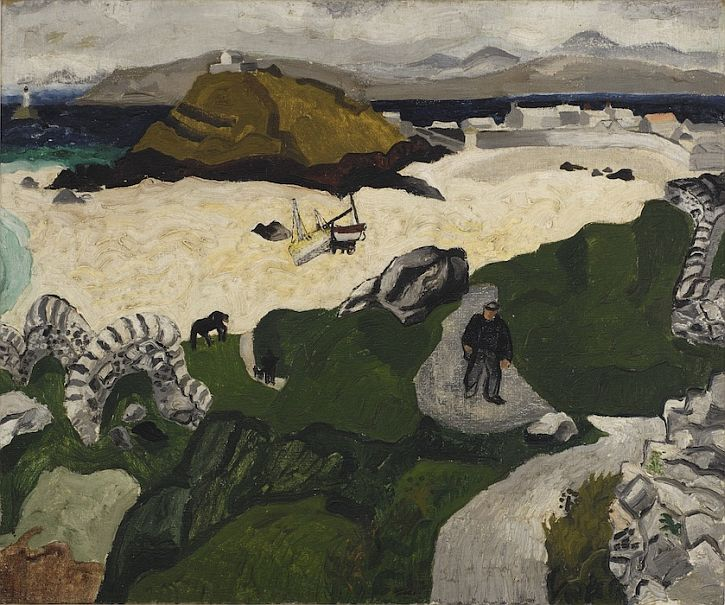
"Porthmeor Beach" (1928)
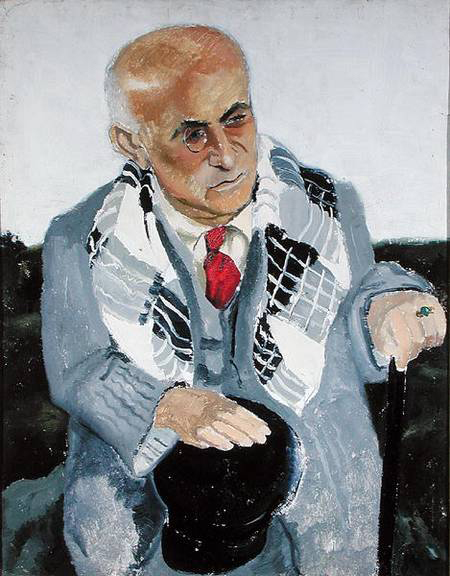
「マックス・ジャコブの肖像」(1930)
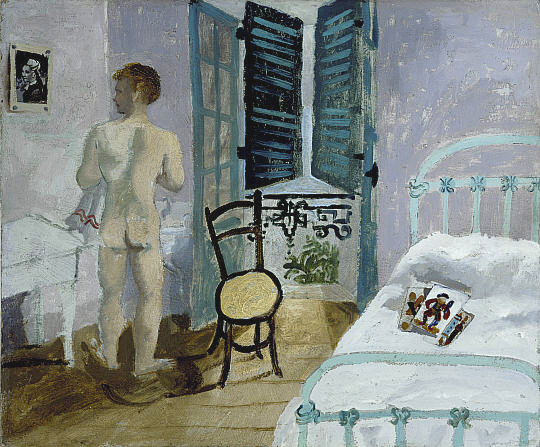
(1930)
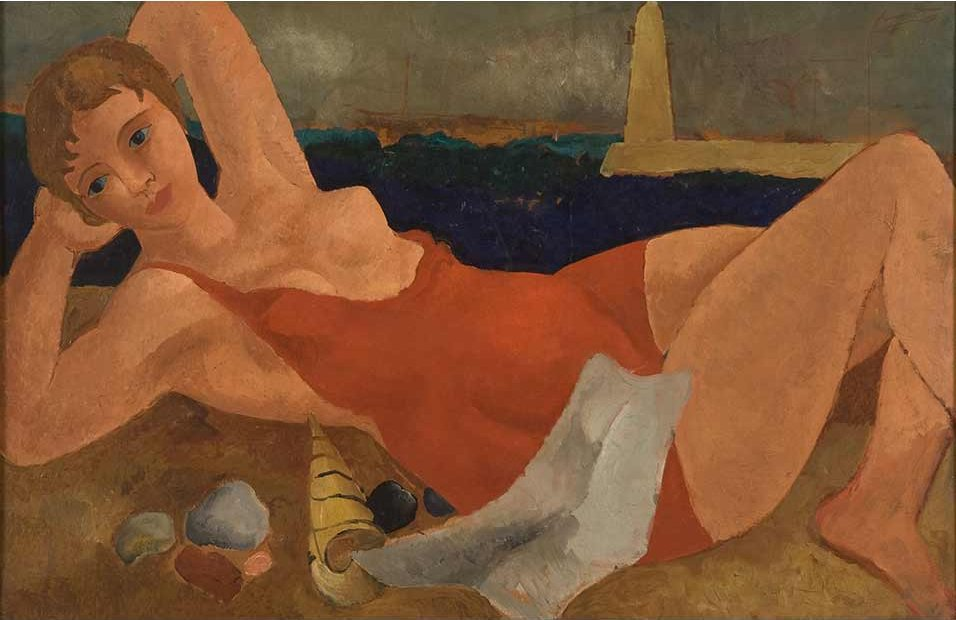
(c.1925)
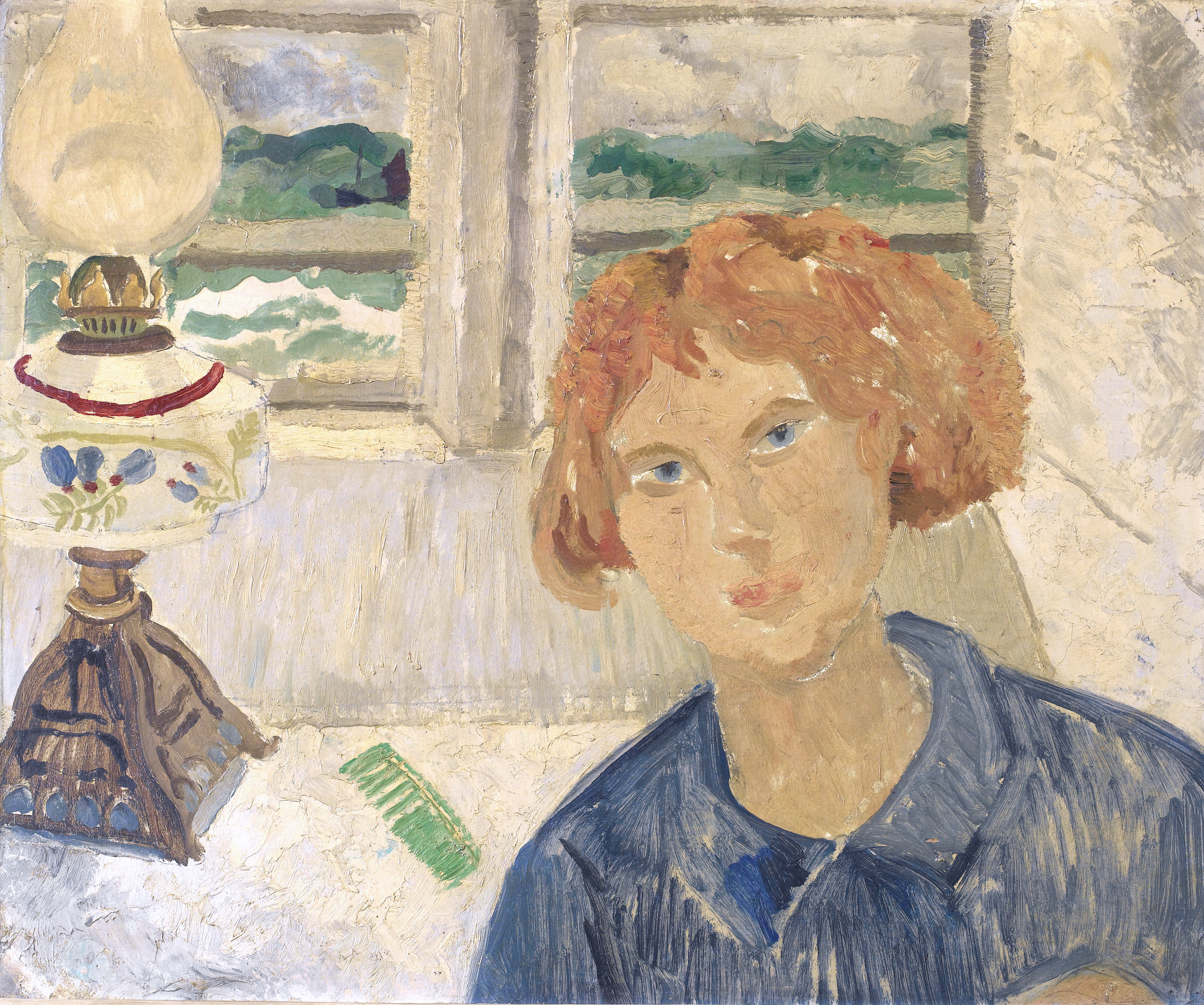
(1928)